# Racquetball

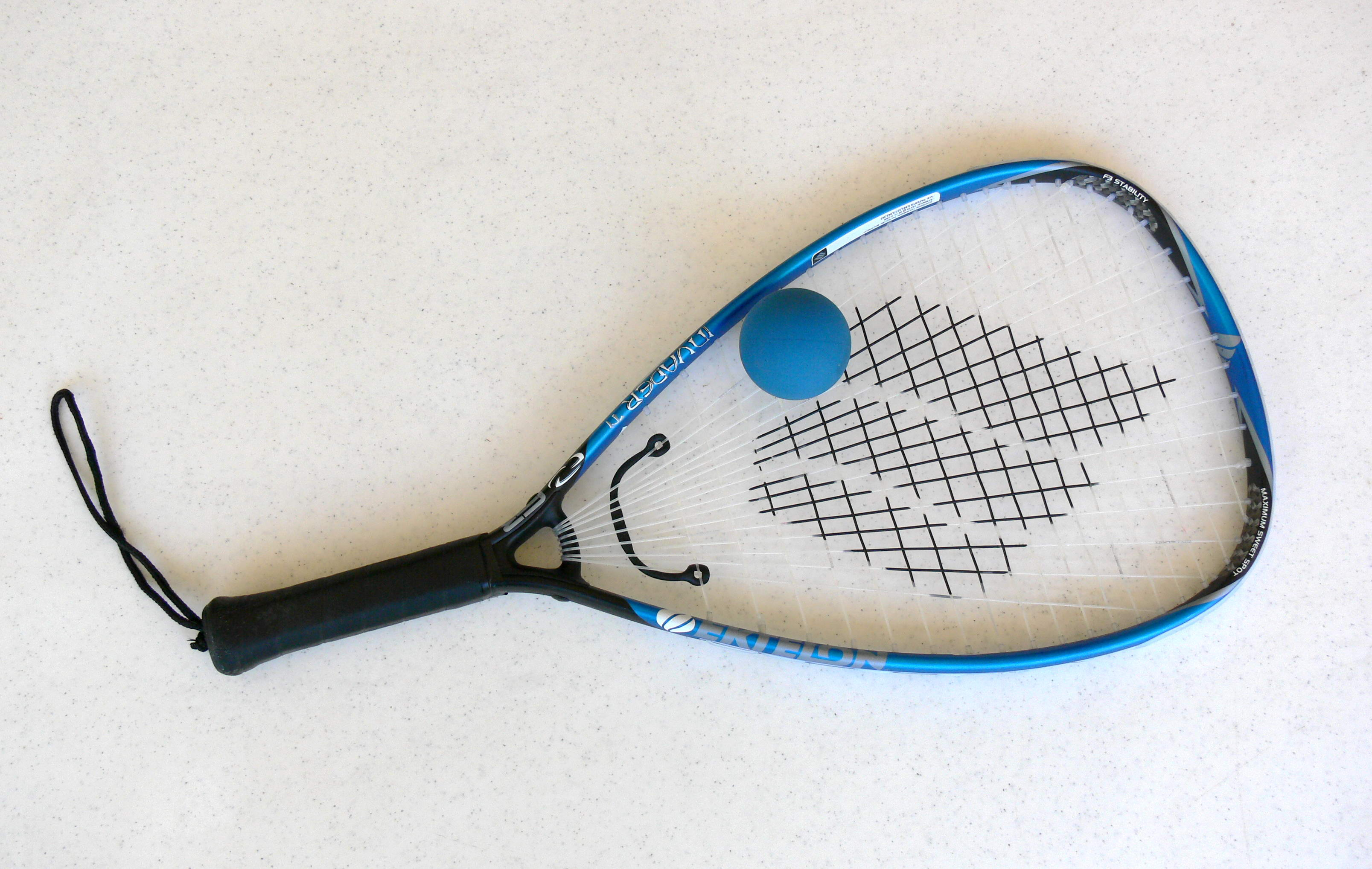
Bal en racket met de typerende lus om de pols

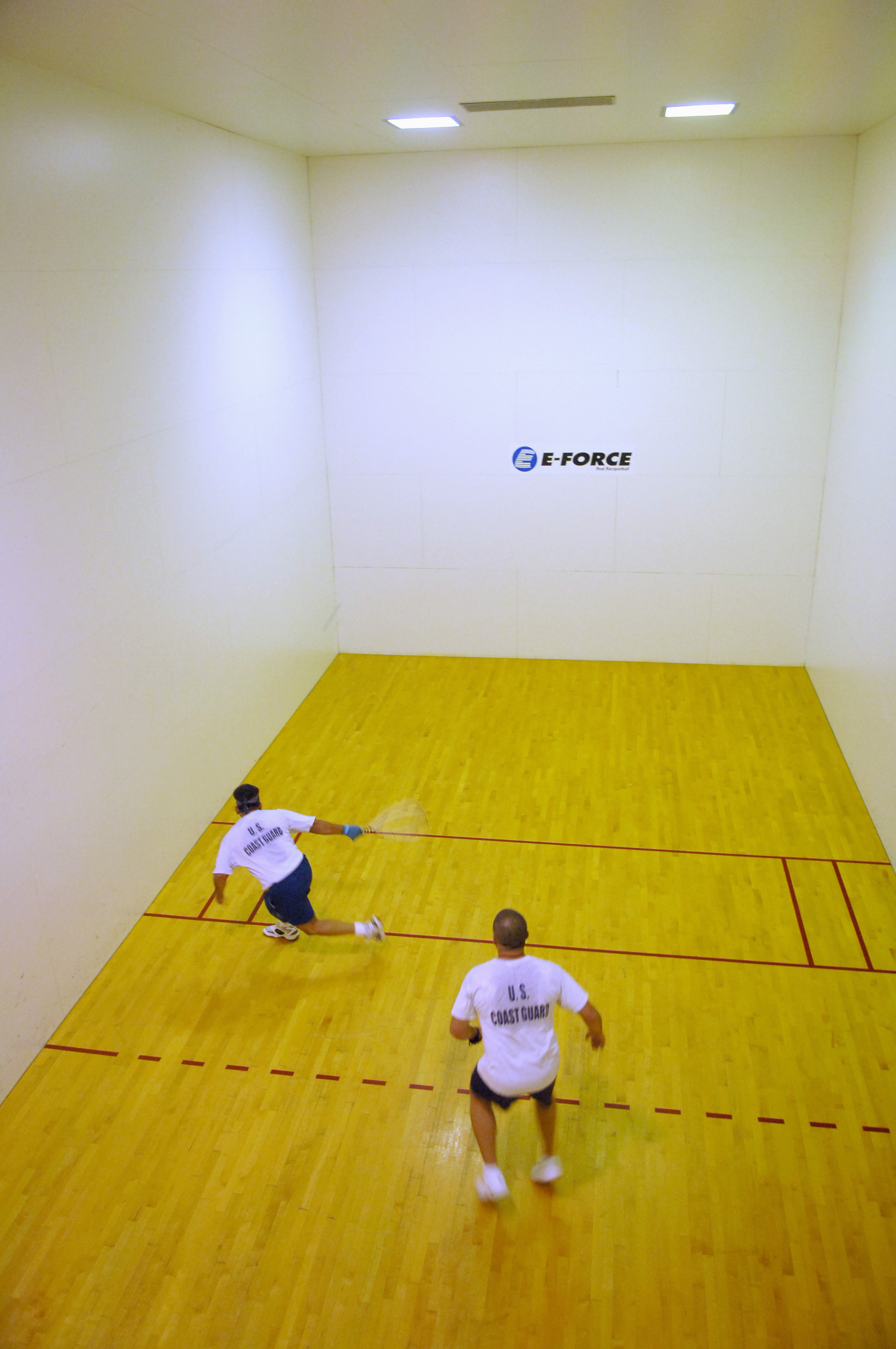
Mensen spelen racquetball

Racquetball is een balsport die wordt gespeeld met korte rackets gemaakt van titanium en met een holle bal van rubber, op een speciale racquetballbaan. Net als squash is het een slagsport tegen de muur, maar in dit geval mogen ook de vloer en het plafond geraakt worden.
Racquetball is in 1949 in de Verenigde Staten bedacht door tennisleraar Joe Sobek. Het heette toen 'Paddleball', naar de houten peddels waarmee het werd gespeeld. Omdat het spel in de loop van de tijd echter steeds meer met rackets werd gespeeld, is de naam in 1969 veranderd in 'Racquetball'.
Racquetball is vooral populair in Noord-Amerika met zo'n 13 miljoen spelers. In Nederland is het een kleine sport met 18 leden en 2 verenigingen in 2013. In Nederland kan op twee plaatsen racquetball worden gespeeld, in Den Haag en Franeker. Er zijn ook banen op drie militaire bases maar deze zijn niet openbaar toegankelijk.

## Nederlands kampioenschap
| Jaar | Plaats     | Mannen enkelspel      | Mannen enkelspel      | Vrouwen enkelspel  | Vrouwen enkelspel    |
| ---- | ---------- | --------------------- | --------------------- | ------------------ | -------------------- |
| 1978 |            | Ton Luykx             |                       | Mirjam Wielheesen  |                      |
| 1979 |            | Ton Luykx             |                       | Mirjam Wielheesen  |                      |
| 1980 |            | Ric Zandvliet         |                       | Mirjam Wielheesen  |                      |
| 1981 |            | Ton Luykx             |                       | Dineke Kool        |                      |
| 1982 |            | Ton Luykx             |                       | Mirjam Wielheesen  |                      |
| 1983 |            | Ton Luykx             |                       | Mirjam Wielheesen  |                      |
| 1984 |            | Ton Luykx             |                       | Mirjam Wielheesen  |                      |
| 1985 |            | Ton Luykx             |                       | Dineke Kool        |                      |
| 1986 |            | Ronald de Zwijger     |                       | Dineke Kool        |                      |
| 1987 |            | Ronald de Zwijger     |                       | Brigitte Corsius   |                      |
| 1988 |            | Richard van Doezum    |                       | Dineke Kool        |                      |
| 1989 |            | Arno Mooijman         |                       | Brigitte Corsius   |                      |
| 1990 |            | Raymond Postma        |                       | Carla Kruizinga    |                      |
| 1991 |            | Richard van Doezum    |                       | Philomine van Pelt |                      |
| 1992 |            | Michiel van der Holst |                       | Philomine van Pelt |                      |
| 1993 | Zoetermeer | Jeroen van der Holst  | Michiel van der Holst | Daphne Wannee      | Jodine van Antwerpen |
| 1994 |            | Michiel van der Holst |                       | Philomine van Pelt |                      |
| 1995 |            | Richard van Doezum    |                       | Daphne Wannée      |                      |
| 1996 |            | Jeroen Vink           |                       | Daphne Wannée      |                      |
| 1997 |            | Pascal Matla          |                       | Daphne Wannée      |                      |
| 1998 |            | Michiel van der Holst |                       | Daphne Wannée      |                      |
| 1999 |            | Richard van Doezum    |                       | Daphne Wannée      |                      |
| 2000 |            | Pascal Matla          |                       | Daphne Wannée      |                      |
| 2001 |            | Pascal Matla          |                       | -                  |                      |
| 2002 |            | Pascal Matla          |                       | Mirjam van Rijn    |                      |
| 2003 |            | Pascal Matla          |                       | -                  |                      |
| 2004 | Zoetermeer | Pascal Matla          | Michiel van der Holst | -                  |                      |
| 2005 |            | Michiel van der Holst |                       | Mirjam van Rijn    |                      |
| 2006 |            | Michiel van der Holst |                       | Mirjam van Rijn    |                      |
| 2007 |            | Richard van Doezum    |                       | Corinda Hobert     |                      |
| 2008 |            | Pascal Matla          |                       | -                  |                      |
| 2009 |            | Pascal Matla          |                       | -                  |                      |
| 2010 | Den Haag   | Pascal Matla          |                       | -                  |                      |
| 2011 | Den Haag   | Erik Timmermans       | Peter de Jong         | -                  |                      |
| 2012 | Den Haag   | Pascal Matla          | Erik Timmermans       | Carola de Boer     |                      |
| 2013 | Den Haag   | Pascal Matla          | Peter de Jong         | Carola de Boer     |                      |
| 2014 | Den Haag   | Pascal Matla          | Edwin Schipper        | Carola de Boer     |                      |
| 2015 | Den Haag   | Pascal Matla          | Edwin Schipper        | Carola de Boer     |                      |

## Dutch Open
| Editie | Jaar | Plaats                | Mannen enkelspel      | Mannen enkelspel      | Mannen dubbelspel                          | Mannen dubbelspel                          | Vrouwen enkelspel | Vrouwen enkelspel |
| ------ | ---- | --------------------- | --------------------- | --------------------- | ------------------------------------------ | ------------------------------------------ | ----------------- | ----------------- |
| 21     | 1999 | Zoetermeer            | Michiel van der Holst | Bernd Droge           | Pascal Matla & Michiel van der Holst       | Lysakowski & Gerullis                      | Daphne Wannée     | Renate Honig      |
| 22     | 2000 | Zoetermeer            | Martin Klippel        | Pascal Matla          | Pascal Matla & Michiel van der Holst       | Martin Klippel & Pat Hanley                | Daphne Wannée     | Kathy Tritsmans   |
| 26     | 2004 | Zoetermeer            | Martin Klippel        | Trevor Meyer          | Joachim Loof & Torsten Krieger             | Michiel van der Holst & Richard van Doezum | Daphne Wannée     | Yvonne Kortes     |
| 27     | 2005 | Den Haag & Zoetermeer | Tim Hardison          | Michiel van der Holst | Michiel van der Holst & Richard van Doezum | Pascal Matla & Edwin Schipper              |                   |                   |
| 30     | 2008 |                       | Pascal Matla          |                       | Pascal Matla & Edwin Schipper              |                                            |                   |                   |
| 31     | 2016 | Den Haag              | Trevor Meyer          | Joachim Loof          | Trevor Meyer & Joachim Loof                | Arne Schmitz & Edwin Schipper              |                   |                   |